# Орден Объединения
Орден Объединения (араб. وسام الوحدة‎) — высшая государственная награда Йемена. Учреждена в честь воссоединения страны в 1990 году.

## Классы
Делится на три класса:
- С гербом Республики — раньше был высшей наградой Северного Йемена, так как был учреждён в 1970-х годах, когда вся система наград в стране была обновлена после распада союза с Египтом[2], в настоящее время состоит из ожерелья, плакеты, миниатюры герба, розетки, булавки и медали.[3] Им были награждены такие правители, как Али Абдулла Салех (1982)[4], Фидель Кастро (2000)[5], Эмиль Лахуд (2002)[6] и Хамад ибн Иса Аль Халифа (2010)[7];
- С эмблемой Объединения — состоит из ожерелья, плакеты, миниатюры эмблемы, розетки, булавки и медали[8] и получена другими высокопоставленными лицами, такими как Генеральный секретарь ООН Пан Ги Мун[9];
- Медаль Объединения — состоит из ленты, плакета, миниатюры и розетки[10] и присуждается другим выдающимся личностям, таким как Абдулла аль-Мазруи (посол ОАЭ в Йемене).[11]